# Jake Rosenzweig
Jake Rosenzweig (Londra, 14 aprile 1989) è un pilota automobilistico statunitense.

## Carriera

### Kart
Rosenzweig corse per la maggior parte dell'inizio della sua carriera sui kart in Gran Bretagna, partecipando ai campionati in Super 1. Nel 2001, Rosenzweig finì 5º nel campionato Cadetti, dopo essere rimasto fuori dai top 30 nella stagione precedente. Il 2002 vide Rosenzweig salire in KF3, partecipando di nuovo al campionato Super 1, stando lì per due stagioni con una corsa aggiuntiva nel trofeo Andrea Margutti nel 2004.
Dopo una stagione senza un volante nel 2005, Rosenzweig passò alla KF2 nel 2006. Partecipò al campionato Stars of Karting negli Stati Uniti, concludendo 8º in classifica. Fece alcune apparizioni nella WSK International Series e negli Open Masters italiani, segnando nove punti in entrambe le categorie. Rimase negli States per partecipare alla maggior parte delle sue gare nei kart per il 2007, partecipando sia all'ICA Florida Winter Tour sia alla Canadian ICC Championship e finì 2º in altri due campionati - Stars of Karting National e East series - perdendo contro il pilota britannico Scott Jenkins in entrambe le occasioni. Finì inoltre 13º alla gara SuperNationals a Las Vegas, in Nevada, battendo gente del calibro di Raphael Matos e Phil Giebler.

### Formula Renault
Dopo aver partecipato alla 24 ore di Daytona nel 2008 con la Alegra Motorsports, Rosenzweig salì in monoposto per la prima volta in Europa, partecipando alla Formula Renault, al volante di una vettura della Epsilon Euskadi e partecipando sia all'Eurocup, sia alla nuova Coppa Europea dell'Ovest. Nell'Eurocup il pilota statunitense concluse tutte le gare, riuscendo a segnare due punti - 10º posto a Le Mans e a Barcellona – arrivando 28º in campionato. Nella WEC, Rosenzweig arrivò regolarmente a punti, concludendo 8º nelle quindici gare che corse. Alla fine della stagione concluse a pari punti con lo spagnolo Miquel Monrás a 30 punti, con Monrás che però ottiene l'8º posto a causa di una sua terza posizione a Valencia contro il miglior risultato dell'americano, ovvero un 5º posto all'Estoril. Rosenzweig partecipò a sei gare per la Porsche Carrera Cup britannica per il team Parker Racing e, nonostante non potesse prendere punti, impressionò, ottenendo anche un giro veloce nel corso della prima gara a Brands Hatch.

### Formula 3
Rosenzweig si spostò in Formula 3 Euro Series per il 2009, correndo per la Carlin Motorsport.
 Finì tre gare nella top 10 e una di queste fu un podio a Zandvoort. Partendo 2º dalla griglia, Rosenzweig corse dietro a Sam Bird, in seconda posizione, ma entrambi furono passati dal compagno di Bird, Jules Bianchi.
Fece anche un'apparizione da ospite nella Formula 3 britannica, correndo a Spa con la Carlin. Finì 5º in gara-1, per poi non riuscire a concludere la seconda. Nelle corse non valide per il campionato a Zandvoort e a Macao, Rosenzweig finì 29º nei Paesi Bassi, mentre non riuscì a concludere a Macao, a causa di un incidente al primo giro. Partecipò nuovamente anche a sei gare dell campionato della Porsche Carrera Cup britannica per il Team Parker Racing.

### GP2 Asia Series
Rosenzweig provò una GP2 per la Super Nova Racing durante i test al Paul Ricard nel novembre 2009. Si aggiunge poi al team per gli ultimi due round di GP2 Asia Series 2009-2010, rimpiazzando Marcus Ericsson accanto a Josef Král.

### Formula Renault 3.5 Series

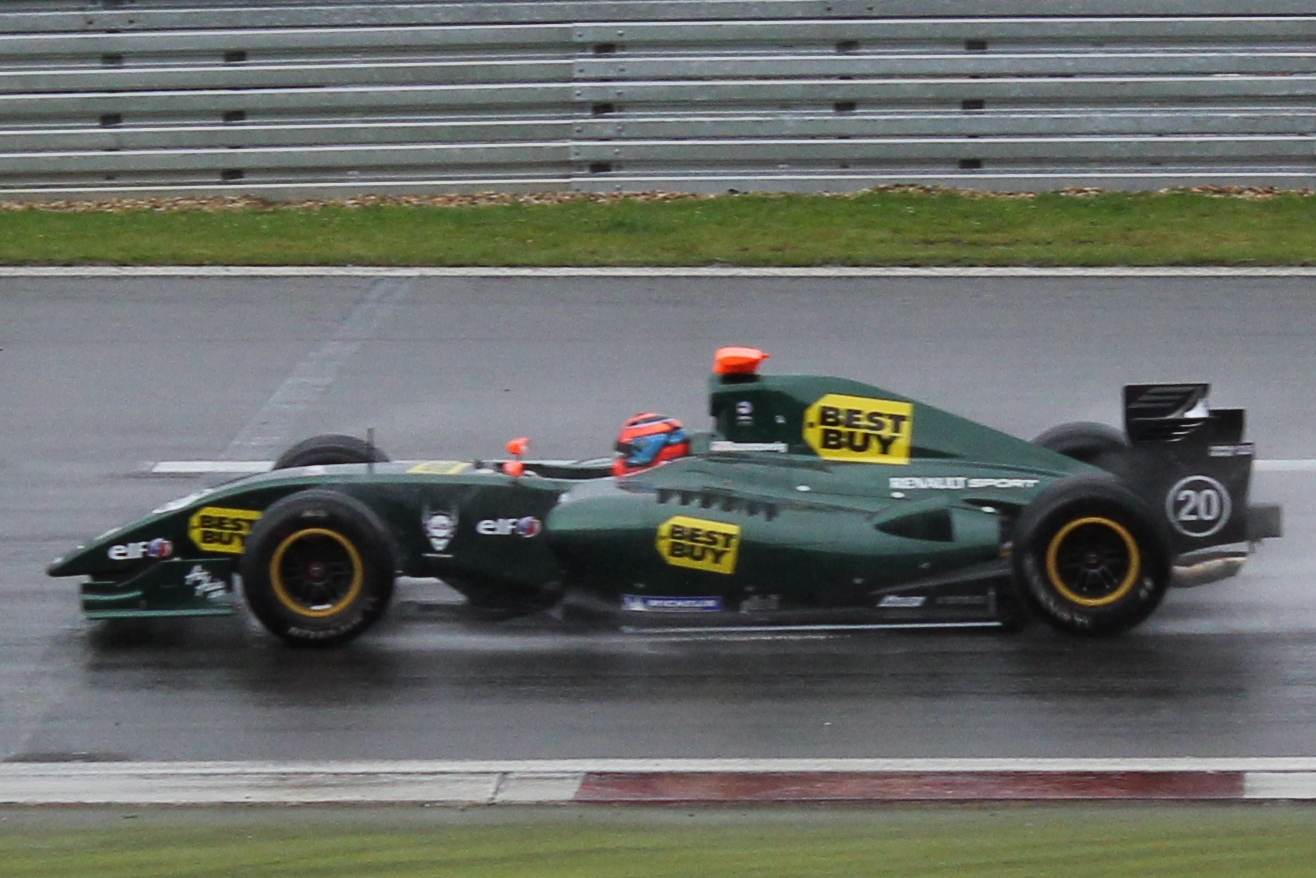
Jake Rosenzweig al Nürburgring delle World series by Renault nel 2011

Rosenzweig si spostò nella Formula Renault 3.5 Series per il 2010, restando con lo stesso team dell'Euro Series, la Carlin. Si aggiunse a Mikhail Aleshin nel team. Concluse 19º e il suo miglior risultato fu un 7º posto nell'apertura di stagione ad Aragón. Fece anche un'apparizione come ospite in Auto GP nel 2010 con la Super Nova.
Rosenzweig rimase nella serie per il 2011, spostandosi alla Mozaf Racing dove fu affiancato da Chris van der Drift prima e da Fairuz Fauzy. Migliorò sino al 15º posto in campionato, con un grande 4º posto al Paul Ricard. Si spostò all'ISR Racing per la stagione 2012, insieme a Sam Bird.

### GP2 Series
Rosenzweig fece il suo debutto in main series nelle Finali GP2 Series 2011 con il team Super Nova. Tornò nella serie per il penultimo round della GP2 Series 2012, a Monza, rimpiazzando Josef Král alla Addax, affiancando Johnny Cecotto Jr..

## Risultati

### Sommario
| Anno    | Serie                             | Team               | Gare | Vittorie | Pole | Gpv | Podi | Punti | Pos. |
| ------- | --------------------------------- | ------------------ | ---- | -------- | ---- | --- | ---- | ----- | ---- |
| 2008    | Formula Renault 2.0 WEC           | Epsilon Euskadi    | 15   | 0        | 0    | 1   | 0    | 30    | 9º   |
| 2008    | Eurocup Formula Renault 2.0       | Epsilon Euskadi    | 14   | 0        | 0    | 0   | 0    | 2     | 28º  |
| 2008    | Porsche Carrera Cup britannica    | Team Parker Racing | 6    | 0        | 0    | 1   | 0    | 0     | N/A† |
| 2008    | Rolex Sports Car Series – GT      | Alegra Motorsports | 1    | 0        | 0    | 0   | 0    | 1     | 106º |
| 2009    | Formula 3 Euro Series             | Carlin Motorsport  | 20   | 0        | 0    | 0   | 1    | 6     | 18º  |
| 2009    | Formula 3 britannica              | Carlin Motorsport  | 2    | 0        | 0    | 0   | 0    | 0     | N/A  |
| 2009    | Masters di Formula 3              | Carlin Motorsport  | 1    | 0        | 0    | 0   | 0    | N/A   | 29º  |
| 2009    | Gran Premio di Macao di Formula 3 | Fortec Motorsport  | 1    | 0        | 0    | 0   | 0    | N/A   | N.C. |
| 2009    | Porsche Carrera Cup britannica    | Team Parker Racing | 6    | 0        | 0    | 0   | 0    | 0     | N/A† |
| 2009–10 | GP2 Asia Series                   | Super Nova Racing  | 4    | 0        | 0    | 0   | 0    | 0     | 30º  |
| 2010    | Formula Renault 3.5 Series        | Carlin             | 17   | 0        | 1    | 0   | 0    | 13    | 19º  |
| 2010    | Auto GP 2010                      | Super Nova Racing  | 2    | 0        | 0    | 0   | 0    | 5     | 17º  |
| 2011    | Formula Renault 3.5 Series        | Mofaz Racing       | 17   | 0        | 0    | 1   | 0    | 33    | 15º  |
| 2011    | GP2 Finali                        | Super Nova Racing  | 2    | 0        | 0    | 0   | 0    | 0     | 19º  |
| 2012    | Formula Renault 3.5 Series        | ISR Racing         | 17   | 0        | 0    | 0   | 0    | 8     | 21º  |
| 2012    | GP2 Series                        | Barwa Addax Team   | 4    | 0        | 0    | 0   | 0    | 0     | 32º  |
| 2013    | GP2 Series                        | Barwa Addax Team   | 4    | 0        | 0    | 0   | 0    | 0*    | 25º* |

* Stagione in corso.
† – Poiché Rosenzweig fu un pilota ospitato, non poté essere eleggibile nei punti.

### Risultati in GP2 Series
(legenda) (Le gare in grassetto indicano la pole position) (Gare in corsivo indicano Gpv)
| Anno | Team             | 1          | 2          | 3          | 4          | 5        | 6        | 7       | 8       | 9       | 10      | 11      | 12      | 13      | 14      | 15      | 16      | 17      | 18      | 19      | 20      | 21         | 22         | 23         | 24         | Pos. | Punti |
| ---- | ---------------- | ---------- | ---------- | ---------- | ---------- | -------- | -------- | ------- | ------- | ------- | ------- | ------- | ------- | ------- | ------- | ------- | ------- | ------- | ------- | ------- | ------- | ---------- | ---------- | ---------- | ---------- | ---- | ----- |
| 2012 | Barwa Addax Team | MYS FEA    | MYS SPR    | BHR1 FEA   | BHR1 SPR   | BHR2 FEA | BHR2 SPR | ESP FEA | ESP SPR | MON FEA | MON SPR | VAL FEA | VAL SPR | GBR FEA | GBR SPR | GER FEA | GER SPR | HUN FEA | HUN SPR | BEL FEA | BEL SPR | ITA FEA 18 | ITA SPR 19 | SGP FEA 15 | SGP SPR 17 | 32º  | 0     |
| 2013 | Barwa Addax Team | MYS FEA 18 | MYS SPR 20 | BHR FEA 16 | BHR SPR 19 | ESP FEA  | ESP SPR  | MON FEA | MON SPR | GBR FEA | GBR SPR | GER FEA | GER SPR | HUN FEA | HUN SPR | BEL FEA | BEL SPR | ITA FEA | ITA SPR | SGP FEA | SGP SPR | ABU FEA    | ABU SPR    |            |            | 25º* | 0*    |

* Season in progress.

### Risultati in GP2 Asia Series
(legenda) (Le gare in grassetto indicano la pole position) (Gare in corsivo indicano Gpv)
| Anno    | Team              | 1        | 2        | 3        | 4        | 5           | 6           | 7           | 8           | Pos. | Punti |
| ------- | ----------------- | -------- | -------- | -------- | -------- | ----------- | ----------- | ----------- | ----------- | ---- | ----- |
| 2009–10 | Super Nova Racing | ABU1 FEA | ABU1 SPR | ABU2 FEA | ABU2 SPR | BHR1 FEA 19 | BHR1 SPR 14 | BHR2 FEA 17 | BHR2 SPR 17 | 30º  | 0     |

### Risultati in Formula Renault 3.5
(legenda) (Le gare in grassetto indicano la pole position) (Gare in corsivo indicano Gpv)
| Anno | Team         | 1         | 2         | 3         | 4         | 5        | 6        | 7         | 8         | 9         | 10        | 11       | 12        | 13       | 14       | 15       | 16       | 17        | Pos. | Punti |
| ---- | ------------ | --------- | --------- | --------- | --------- | -------- | -------- | --------- | --------- | --------- | --------- | -------- | --------- | -------- | -------- | -------- | -------- | --------- | ---- | ----- |
| 2010 | Carlin       | ALC 1 7   | ALC 2 12  | SPA 1 14  | SPA 2 8   | MON 1 13 | BRN 1 16 | BRN 2 16  | MAG 1 13  | MAG 2 13  | HUN 1 8   | HUN 2 8  | HOC 1 Rit | HOC 2 NP | SIL 1 14 | SIL 2 20 | CAT 1 12 | CAT 2 11  | 19º  | 13    |
| 2011 | Mofaz Racing | ALC 1 13  | ALC 2 12  | SPA 1 20  | SPA 2 Rit | MNZ 1 11 | MNZ 2 16 | MON 1 18  | NÜR 1 10  | NÜR 2 Rit | HUN 1 Rit | HUN 2 15 | SIL 1 11  | SIL 2 6  | LEC 1 4  | LEC 2 4  | CAT 1 19 | CAT 2 Rit | 15º  | 33    |
| 2012 | ISR          | ALC 1 Rit | ALC 2 Rit | MON 1 Rit | SPA 1 6   | SPA 2 18 | NÜR 1 11 | NÜR 2 17† | MOS 1 Rit | MOS 2 12  | SIL 1 Rit | SIL 2 13 | HUN 1 16  | HUN 2 22 | LEC 1 20 | LEC 2 20 | CAT 1 17 | CAT 2 11  | 21º  | 8     |